# Вильгельм Английский
«Вильгельм Английский» (фр. Guillaume d'Angleterre) — произведение Кретьена де Труа, которое сам автор именует «повестью в стихах» (un conte par rime) и которое иногда неточно называют романом; по-видимому, правильнее назвать его агиографической поэмой.
Источники, определившие сюжет, это, с одной стороны, агиография, с другой стороны, греческий роман II в. н. э. «История Аполлония Тирского», пересказанный по-латыни в VI в.
Повинуясь голосу свыше, английский король Вильгельм раздает всё своё имущество, отказывается от власти и обрекает себя на лишения и невзгоды вместе со своей семьей — женой Грасиеной, сыновьями Ловелем и Марэном. Замысел произведения был в том, чтобы серия приключений оказалась суровой проверкой для героя. Однако под влиянием нарративной структуры античного источника назидательность, обязательная для агиографического сочинения, уступила место чистой занимательности и неподдельному интересу к замысловатой игре случайностей и превратностей.